# Темник (река)
Те́мник (бур. Химни гол) — река на юго-западе Бурятии (Россия), левый приток Селенги.
Длина — 314 км, площадь водосборного бассейна — 5480 км². Ширина — от 10 до 40 м, глубина — от 0,8 до 2,5 м.

## Гидрология и география
Берёт начало в горном узле в месте схождения хребта Малый Хамар-Дабан с отрогами водораздельного хребта Хамар-Дабана в Закаменском районе. Течёт на северо-восток в узкой продольной котловине, разделяющей Малый и Большой Хамар-Дабан. В горно-таёжных частях Джидинского и Селенгинского районов по правому берегу реки проходит южная граница Байкальского биосферного заповедника. Перед посёлком Таёжным, приняв правый приток Эхениго, река поворачивает на юго-восток.
В 30 км от устья Темник входит в пределы Гусиноозёрской котловины на Тамчинскую равнину, где разделяется на ряд рукавов. Левый рукав — Цаган-Гол — отходит на северо-восток и впадает в Гусиное озеро, являясь его крупнейшим притоком. Основной водоток с протоками Ялга-Гол и Харос продолжает течение на юго-восток. В 2 км к востоку от села Селендума в Селенгу в южном направлении впадает протока Темника Бурла, далее основной водоток Темника течёт на северо-восток и впадает в Селенгу по левому берегу в 3,5 км восточнее села Ехэ-Цаган. На равнине в пойме реки в районе посёлка Темник произрастают плантации облепихи крушиновидной. В 17 км от основного устья река пересекается региональной автодорогой Р440 Гусиноозёрск-Закаменск и южной линией Восточно-Сибирской железной дороги Улан-Удэ — Наушки.
Питание преимущественно дождевое, с мая по сентябрь — паводки. Среднегодовой расход воды в 59 км от устья — 29 м³/с. Замерзает в октябре — ноябре, вскрывается в конце апреля — мае.
Темник популярен среди водных туристов, река классифицируется по 4 категории сложности.

## Притоки
(указано расстояние от устья)
- 9 км: водоток пр. Яган-Гол (лев)
- 23 км: водоток пр. Хорас (пр)
- 52 км: река Иро (пр)
- 56 км: река Урма (пр)
- 60 км: река Удунга (лев)
- 90 км: река Горан (лев)
- 94 км: река Элигин (лев)
- 98 км: река Хонзуртай (пр)
- 102 км: река Онгорхой (лев)
- 107 км: река Сихохта (пр)
- 111 км: река Кудукей (лев)
- 114 км: река Эхениго (пр)
- 121 км: река Нижний Астай (пр)

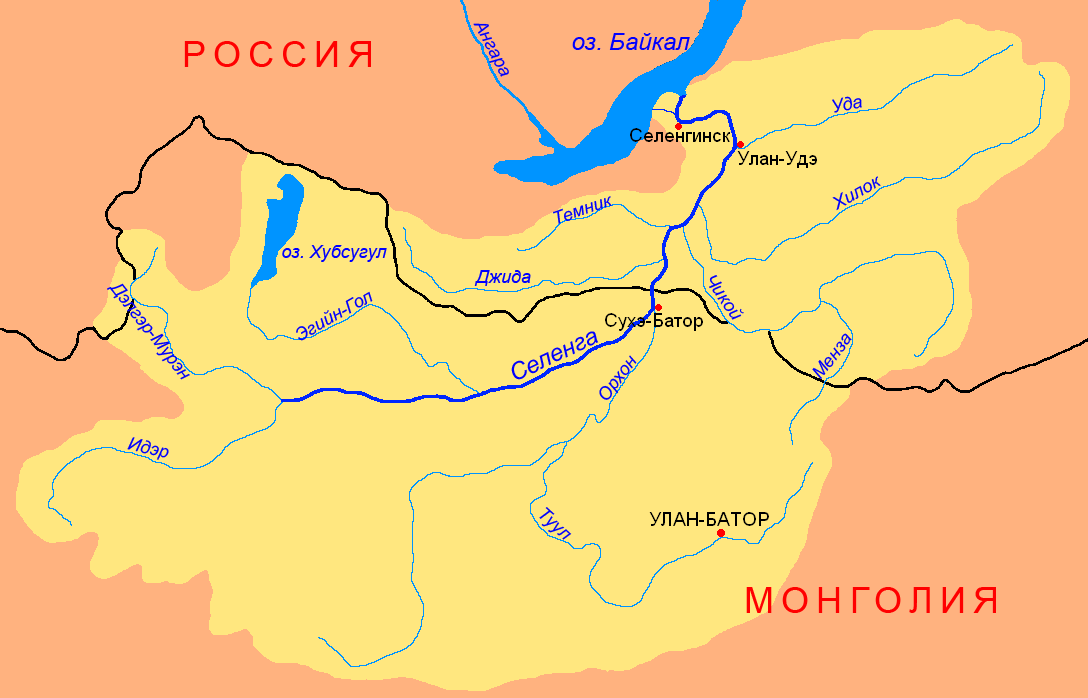
Бассейн Селенги

- 124 км: река Убур-Хон (Хара-Нур) (лев)
- 134 км: река Тайлгота (лев)
- 138 км: река Абидуй (лев)
- 140 км: река Астай (Верхний Астай) (пр)
- 140 км: река Сохор (лев)
- 143 км: река Иван (пр)
- 157 км: река Нижняя Хандагайта (лев)
- 159 км: река Хапчик (пр)
- 167 км: река Ехэ-Горхон (пр)
- 169 км: река Средняя Хандагайта (лев)
- 172 км: река Верхняя Хандагайта (лев)
- 179 км: река Шабартай (пр)
- 185 км: река Нарын-Горхон (пр)
- 189 км: река Елта (лев)
- 195 км: река Таглей (пр)
- 207 км: река Харгантуй (пр)
- 220 км: река Ара-Торей (пр)
- 235 км: река Нюргастый (лев)
- 246 км: река Ара-Алцак (пр)
- 250 км: река Ара-Армак (пр)
- 262 км: река Средний Урекуй (пр)
- 268 км: река Верхний Урекуй (пр)

## Населённые пункты
На реке расположены населённые пункты Селенгинского района — Таёжный, Удунга, Темник, а также отдалённый квартал Мост Темник села Селендума.